# Alva Day Grant
Alva Georges Day de Grant (17 de octubre de 1920-2014) fue una botánica estadounidense quien dedicó su carrera al estudio de la evolución de las plantas.
Fue profesora de la Universidad de Texas en Austin, lugar desde condujo investigaciones y escribió trabajos científicos en los campos de la biología de especies, genética de plantas.

## Algunas publicaciones
- herbert l. Mason, alva d. Grant. 1948. Some Problems in the Genus Gilia. Madrono 9: 201-220

### Libros
- verne Grant, alva g. Day. 1999. Transfer of Some Species from Gilia to Allophyllum and Tintinabulum: And the Effects of the Transfer on the Generic Definition of Gilia (Polemoniaceae). 15 pp.

- susan a. Cochrane, alva g. Day. 1999. A Heterostylous Gilia (Polemoniaceae) from Central Nevada. Editor California Bot. Soc. 8 pp.

- alva g. Day, reid Moran. 1986. Acanthogilia, a New Genus of Polemoniaceae from Baja California, Mexico. Proc. of the California Academy of Sci. Editor California Acad. of Sci. 16 pp.

- La abreviatura «A.D.Grant» se emplea para indicar a Alva Day Grant como autoridad en la descripción y clasificación científica de los vegetales.[1]
- La abreviatura «A.G.Day» se emplea para indicar a Alva Day Grant como autoridad en la descripción y clasificación científica de los vegetales.[2]